# Поляк Владіслав Миколайович
Владіслав Миколайович Поляк (нар. 10 серпня 1975, м. Виноградів, Закарпатська область) — український підприємець та політик. Народний депутат України 9-го скликання.

## Життєпис
Закінчив Виноградівський політехнічний технікум, Дрогобицький державний педагогічний університет імені Івана Франка (отримав кваліфікацію «Менеджер-економіст»).
Трудову діяльність розпочав у радгоспі «Виноградівський». З 2009 року — приватний підприємець.

### Політична діяльність
У 2010 році обирався депутатом Виноградівської міської ради 6-го скликання від Партії регіонів.
Депутат Закарпатської облради від партії «Відродження».
Поляк працював помічником народного депутата Івана Бушка.
Кандидат у народні депутати на парламентських виборах 2019 року (виборчий округ № 73, м. Берегове, Виноградівський район, частина Берегівського, частина Іршавського районів). Самовисуванець. На час виборів: фізична особа-підприємець, безпартійний. Проживає в м. Виноградів Виноградівського району Закарпатської області.
У парламенті 9-го скликання є членом Комітету Верховної Ради з питань організації державної влади, місцевого самоврядування, регіонального розвитку та містобудування. Спочатку увійшов до депутатської групи «За майбутнє», але згодом покинув її. У червні 2020 року приєднався до депутатської групи «Довіра».
У лютому 2020 року ЗМІ спіймали депутата за кнопкодавством. Поляк став першим депутатом, який підпадав під дію закону про криміналізацію неособистого голосування, який був прийнятий незадовго до цих подій.
Займався підкупом виборців, зокрема як самовисуванець, Владіслав Поляк організував змагання з мисливського спорту (іменний кубок) у селі Оклі Гедь Виноградівського району Закарпатської області та вручав призи переможцям.  